# Èric Montes
Èric Montes Arce (Manresa, Barcelona, España, 17 de abril de 1998) es un futbolista español. Actualmente juega en el Algeciras Club de Fútbol de la Primera División RFEF.

## Trayectoria
Se formó en las categorías inferiores del Centro de Deportes Manresa y del Fútbol Club Barcelona. En 2017, es fichado por Girona FC y firmó un nuevo contrato por tres años para cederlo al filial Club de Futbol Peralada de la Segunda División B.
Montes hizo su debut con el Club de Futbol Peralada el 20 de agosto de 2017, comenzando en una derrota en casa por 0-1 contra el RCD Mallorca, su primer gol llegó el 21 de enero de 2018, cuando anotó el primer partido en un empate 1–1 contra el Club Lleida Esportiu.
El 31 de octubre de 2018, hizo su debut como profesional en el primer equipo sustituyendo en el minuto 84, después de la lesión a Douglas Luiz en un empate 2-2 contra el Deportivo Alavés, marcando en el minuto 96 el empate del Girona en la ida de los dieciseisavos de final de la Copa del Rey 2017-18.
El 9 de agosto de 2019, llega libre a la Cultural y Deportiva Leonesa firmando por 2 temporadas, con posibilidad de un tercero más.
En junio de 2021, firma por el Albacete Balompié de la Primera División RFEF. En las filas del club manchego logró su tercer ascenso a Segunda División tras eliminar en la final de la eliminatoria a LaLiga Smartbank al RC Deportivo de La Coruña. Jeisson disputó 31 encuentros entre Copa del Rey y Primera Federación anotando un gol.
El 24 de agosto de 2022, firma por el Club Gimnàstic de Tarragona de la Primera División RFEF, cedido por el Albacete Balompié.
El 10 de julio de 2023, firma por el Algeciras Club de Fútbol de la Primera División RFEF.

## Clubes
| Club                                 | País   | Año       |
| ------------------------------------ | ------ | --------- |
| Cantera FC Barcelona                 | España | 2014-2017 |
| CF Peralada                          | España | 2017-2019 |
| Cultural y Deportiva Leonesa         | España | 2019-2021 |
| Albacete Balompié                    | España | 2021-Act. |
| Club Gimnàstic de Tarragona (cedido) | España | 2022-2023 |
| Algeciras Club de Fútbol             | España | 2023-Act. |